# هالی هندریکس
هالی هندریکس (انگلیسی: Holly Hendrix؛ زاده ۲۰ آوریل ۱۹۹۷) بازیگر پورنوگرافی و مدل اهل ایالات متحده آمریکا است.